# Yoru ni Kakeru
"Yoru ni Kakeru" (夜に駆ける; em inglês: Racing Into the Night; lit  "Correr para a noite") é o single de estreia da dupla de J-pop Yoasobi. Ele pertence ao álbum The Book, lançado em 2021. Foi realizado em 15 de dezembro de 2019 pela Sony Music Entertainment Japan.
A música e a história retratam um homem fascinado por uma personificação da morte, Thanatos, que lhe enviou uma mensagem de "adeus" e ele tenta impedir sua namorada de cometer suicídio pulando de uma altura.

## Recepção
Um videoclipe de acompanhamento para "Yoru ni Kakeru" foi publicado pela primeira vez no canal do YouTube de Ayase em 16 de novembro de 2019 e sua contagem de visualizações ultrapassou 10 milhões em 5 meses. Logo após seu lançamento, a música liderou as paradas de popularidade no Spotify e Line Music, e também se tornou viral nas redes sociais como o TikTok durante a pandemia de COVID-19 no Japão.
"Yoru ni Kakeru" estreou na posição 76 na Billboard Japan Hot 100 na edição de 30 de março de 2020, e atingiu o pico de número um dois meses depois. A música liderou a parada por três semanas consecutivas, totalizando seis semanas.  A música terminou 2020 como a melhor música do ano na Japan Hot 100, tornando-se o primeiro single não lançado em CD a fazê-lo.

## Prêmios
| Cerimônia de Prêmio          | Ano  | Prêmio        | Resultado | Ref.   |
| ---------------------------- | ---- | ------------- | --------- | ------ |
| JASRAC Awards                | 2023 | Prêmio Prata  | Venceu    | [ 12 ] |
| MTV Video Music Awards Japan | 2020 | Música do ano | Venceu    | [ 13 ] |
| Space Shower Music Awards    | 2021 | Música do ano | Venceu    | [ 14 ] |

## Créditos
- Ayase – compositor, produtor
- Ikura – vocais
- Takeruru – guitarra
- Takayuki Saitō – gravação do vocal
- Masahiko Fukui – mixagem
- Hidekazu Sakai – masterização
- Nina Ai – animação do vídeo da música, desgin da arte da capa

## Tabelas Musicais

### Tabelas semanais
| (2020–2022)                                             | Posição |
| ------------------------------------------------------- | ------- |
| Mundo (Billboard Global 200)                            | 16      |
| Hong Kong (Billboard)                                   | 13      |
| Japão (Japan Hot 100)                                   | 1       |
| Singles combinados do Japão (Oricon)                    | 1       |
| Singapura Top Regional (RIAS)                           | 20      |
| Vendas mundiais de músicas digitais nos EUA (Billboard) | 24      |